# 성암서원
성암서원(聖岩書院)은 대한민국 충청남도 서산시 읍내동에 있는 유숙과 김홍욱을 추모하기 위해 세운 서원이다. 1984년 5월 17일 충청남도의 문화재자료 제205호로 지정되었다.

## 개요
성암서원은 고려후기 공민왕대의 문신인 유숙과 조선중기 인조-효종 대의 문신인 김홍욱의 위패를 모셔놓은 서원이다. 건립 시기는 1719년이며 2년 뒤인 1721년에 왕으로부터 '성암'이라는 서원이 이름을 받았다.
유숙(1316∼1368)은 고려 문신으로 홍건적의 난 때 공을 세워 서령군으로 봉해지고 일등공신 칭호를 받았으나, 공민왕 14년(1365) 그의 충직을 두려워하던 신돈에게 교살당하였다. 본관이 서산으로 개심사 밑의 양천장에서 출생하였고, 죽은 후에 인접한 덕산에 묻혔다.
김홍욱(1602∼1654)은 조선 중기의 문신으로 황해도 관찰사 등 여러 벼슬을 거친 분이다. 효종의 심기를 건드리는 발언으로 죽음에 이르렀는데 ‘언론을 가지고 살인하여 망하지 않은 나라가 있었는가?’라는 말을 남겼다고 한다. 본관이 경주이며, 그의 증조 김연 때 서산에 정착하였다. 병자호란 때 남한산성에서 왕을 모셨으며, 이조좌랑에 올랐다. 효종 대에는 홍청도관찰사가 되어 충청도에 대동법을 실시하기도 하였다.
성암서원은 1729년에 일시 철거되었다가 영조 26년에 복원되었으며, 1871년에는 대원군의 서원철폐령으로 다시 헐리기도 하였다. 1923년 서원을 다시 세우자는 움직임이 일어나 이듬해인 1924년에 사우를 세우게 되었다. 이후 여러 차례 고쳐지었으며, 1988년에는 군의 재정지원으로 전면적인 보수가 이루어졌다.
대문 격인 외삼문을 들어서면 동재와 서재가 마주보게 배치되어 있고, 유숙과 김홍욱의 위패를 모신 사당이 있다.
이 서원에서는 해마다 2월과 8월에 제사를 지내고 있다.

## 같이 보기
- 유숙
- 김홍욱

## 참고 자료
- 성암서원 - 국가유산청 국가유산포털